# Eritettix
Eritettix is een geslacht van rechtvleugeligen uit de familie veldsprinkhanen (Acrididae). De wetenschappelijke naam van dit geslacht is voor het eerst geldig gepubliceerd in 1889 door Bruner.

## Soorten
Het geslacht Eritettix omvat de volgende soorten:
- Eritettix abortivus Bruner, 1889
- Eritettix carinatus Scudder, 1902
- Eritettix obscurus Scudder, 1878
- Eritettix simplex Scudder, 1869